# حديث اليد والكتان
حديث اليد والكتان هو فيلم مغربي من إخراج عمر الشرايبي سنة 2007، وبطولة كل من طارق البخاري، زكرياء لحلو، ريم شماعو، عبد الله ديدان، بلعيد أكرديس، فاطمة هراندي، مصطفى سلمات، وآخرون.

## القصة
يحكي الفيلم قصة شاب يعيش في إحدى القرى المنسية «نيفير لاند»، يعشق المسرح ويحاول عبره إيصال همومه وهموم قريته إلى جمهور المتفرجين الذي كانوا في بداية الأمر مقتصرين على أهل قريته فقط، وعلى رغم معاندة أبيه ورفضه لهذا العشق الذي ابتلي به ابنه، فاٍن الابن الذي يحمل اسم المنور كرمز للتنوير أصرّ على حبه هذا وذهب به بعيداً إلى حدود الرغبة في الانتماء إلى المعهد العالي للفن المسرحي والتنشيط الثقافي الذي يوجد مقره في العاصمة الرباط.

## روابط خارجية
- حديث اليد والكتان على موقع IMDb (الإنجليزية)
- حديث اليد والكتان على موقع قاعدة بيانات الأفلام العربية
- حديث اليد والكتان على موقع ألو سيني (الفرنسية)
- حديث اليد والكتان على موقع كينوبويسك (الروسية)